# Buster Keel
Buster Keel! (バスターキール!?) è un manga scritto e disegnato da Kenshirou Sakamoto per la rivista Monthly Shōnen Rival. In Italia è pubblicata dalla Star Comics.

## Trama

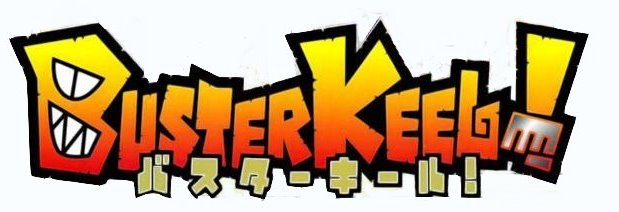
Logo della serie

Keel è un avventuriero della categoria "lottatore" alla ricerca di Siva, un domatore di bestie magiche che in passato ha trasformato il ragazzo in un essere umano. Keel infatti era in origine un "Dragon Ape" un mostro di serie S con l'aspetto di una scimmia che aveva la particolarità di avere la pelle ricoperta da durissime squame. Incontrerà dapprima Lavie, una domatrice, che lo accompagnerà alla ricerca di Siva, suo ex maestro, e a loro si unirà poi Blue, un guerriero magico.

## Personaggi

### Keel
Un ragazzo che ha ottenuto il titolo di Lottatore. In origine era un Dragon Ape, ma il domatore di bestie magiche Siva, tre anni prima dell'inizio della storia, lo ha trasformato in umano ed è per questo che è alla sua ricerca. Grazie a Lavie, che riesce a suonare la parte iniziale della "Canzone umanizzante sigillatrice" con la quale Siva lo ha trasformato in umano, Keel riesce a riacquistare il braccio destro da Dragon Ape e, in seguito, anche la coda. Conosce le arti marziali della scuola "Kokushi Muso, la figura eroica senza pari" insegnategli dalla signorina Sarah, la Kokushi Muso. Più volte si intuisce che la sua reale forza sia ben maggiore di quella che si vede normalmente negli scontri.

### Lavie Heartful
Una ragazza che ha ottenuto la nomina di Domatrice di Bestie Magiche. Keel la incontra per strada mentre sta tenendo un concerto, visto che è l'unico modo che ha per guadagnare qualcosa. Deciderà di unirsi al ragazzo assieme alla sua bestia magica Mippy. Formata con Keel e Blue la squadra di avventurieri "Buster Keel" è lei che principalmente si occupa della scelta delle destinazioni del viaggio. Nella città di Sunshine City incontrano Shiro, la bestia magica della leggendaria domatrice Judy che dopo varie peripezie regala alla ragazza un libriccino nel quale c'è scritto la "Canzone umanizzante sigillatrice" che, se suonata per intero, farebbe tornare Keel al suo aspetto originale ma che la ragazza non è ancora in grado di suonare.

### Blue
Un ragazzo che ha ottenuto il titolo di guerriero magico. È un abile spadaccino e più di una volta salva la vita ai protagonisti. è il rivale di Keel. Sembra soffrire di cinetosi(nel secondo capitolo lo si vede mentre cerca di trattenere il vomito durante il viaggio in carrozza). Durante lo scontro con dei seguaci di Kurokuri, uno dei quattro malvagi, si scopre essere anche lui una bestia magica, un Suiki, l'ultimo sopravvissuto di questa specie, sterminata proprio dalla suddetta bestia magica. Il suo obbiettivo finale è sconfiggerlo e vendicare il suo popolo. La sua magia si basa principalmente sull'utilizzo dell'acqua.

### Siva
Leggendario domatore che tre anni prima della storia ha sconfitto il Dragon Ape. Un anno dopo è scomparso misteriosamente. Inizialmente era il maestro di Lavie.

### Mississippi Teramoto (Mippy)
Bestia magica di serie F (Pig Devil), compagno di Lavie legato a lei dall'"Anello del contratto". Odia essere chiamato maialino o simili, e adora le patatine. È in grado di sputare fiamme, che Lavie è in grado di intensificare grazie alla sua magia.

## Avventurieri
Gli avventurieri sono persone che vagano per il mondo con lo scopo di salvare le persone in difficoltà. Le loro azioni sono coordinate dalla "Gilda degli avventurieri", che si occupa anche di assegnare i titoli più appropriati per loro. I titoli conosciuti sono:
- Lottatori: categoria di cui fa parte Keel, si occupano per lo più di combattimenti per la difesa della popolazione.
- Domatori: i domatori hanno sia il compito di combattere le bestie magiche sia di ammaestrarle. Di questa categoria fa parte Lavie, che doma la sua bestia magica grazie alla musica.
- Guerrieri magici: di questa categoria fa parte Blue, e per ottenere questa nomina è necessario disporre sia del titolo di mago che di guerriero.(per questo è considerato un titolo "di grado superiore")
- Maghi: avventurieri in grado di utilizzare la magia.
- Lottatori magici: di questa categoria fa parte Olbra, e per ottenere questa nomina è necessario disporre sia del titolo di mago che di lottatore.
- Guerrieri: avventurieri che utilizzano delle armi per combattere.

## Bestie Magiche
Le bestie sono esseri che infestano il mondo di Buster Keel e molto spesso hanno sembianze umanoidi. Gli avventurieri si occupano per lo più di combatterle e certe volte anche di ucciderle; i domatori invece possono anche ammaestrarne una per farsi affiancare da essa in combattimento. La categoria delle bestie va dalla G, la più debole, sino alla S, la classe delle bestie magiche più rare e potenti, serie di cui fa parte anche il Dragon Ape.

## Volumi
| Nº | Data di prima pubblicazione | Data di prima pubblicazione | Data di prima pubblicazione |
| Nº | Giapponese                  | Giapponese                  | Italiano                    |
| -- | --------------------------- | --------------------------- | --------------------------- |
| 1  | 3 marzo 2009                | ISBN 978-4-06-380034-0      | 9 giugno 2011               |
| 2  | 4 giugno 2009               | ISBN 978-4-06-380053-1      | 8 settembre 2011            |
| 3  | 2 ottobre 2009              | ISBN 978-4-06-380069-2      | 7 dicembre 2011             |
| 4  | 4 febbraio 2010             | ISBN 978-4-06-380090-6      | 8 febbraio 2012             |
| 5  | 4 giugno 2010               | ISBN 978-4-06-380113-2      | 11 aprile 2012              |
| 6  | 3 settembre 2010            | ISBN 978-4-06-380125-5      | 7 giugno 2012               |
| 7  | 29 dicembre 2010            | ISBN 978-4-06-380145-3      | 9 agosto 2012               |
| 8  | 2 maggio 2011               | ISBN 978-4-06-380163-7      | 10 ottobre 2012             |
| 9  | 2 settembre 2011            | ISBN 978-4-06-380181-1      | 6 dicembre 2012             |
| 10 | 28 dicembre 2011            | ISBN 978-4-06-380196-5      | 7 febbraio 2013             |
| 11 | 2 maggio 2012               | ISBN 978-4-06-380214-6      | 10 aprile 2013              |
| 12 | 4 settembre 2012            | ISBN 978-4-06-380235-1      | 6 giugno 2013               |